# غيلبرت جوزيه
غيلبرت جوزيه (1 نوفمبر 1898 في الصين - 27 مارس 1942 في سنغافورة) (بالإنجليزية: Gilbert Jose)‏ هو طبيب عسكري ولاعب كريكت أسترالي. لعب مع فريق جنوب أستراليا للكريكت ‏.

## وصلات خارجية
- غيلبرت جوزيه على موقع إي آس بي آن كريك إنفو (الإنجليزية)